# センジュガンピ
センジュガンピ（千手岩菲）は、ナデシコ科センノウ属の多年草。
本州（東北～中部地方以北）の山地～亜高山帯の林縁や森林に生える。
高さ30～100cm。花期は7～8月、花は白色で直径2cmほど、花弁の縁がギザギザになっている。
名前は、日光の千手ヶ浜で発見された中国原産の岩菲（センノウのこと）に似た花から付けられた、といわれている。